# اصغر محبی
اصغر محبی (زادهٔ ۱۳۳۰ در کرمانشاه) مدرس، بازیگر، کارگردان و نویسنده سینما و تلویزیون ایران است. بازی در تئاتر را از سال ۱۳۴۰ در ده سالگی و بازی در سینما را از سال ۱۳۶۳ با زندان دوله تو به کارگردانی رحیم رحیمی پور آغاز به کار کرد

## زندگی‌نامه
وی در سن ده سالگی توسط یک گروه نمایشی که از تهران به کرمانشاه می‌آید برای ایفای نقش یک کودک انتخاب می‌شود؛ که به خاطر ایفای این نقش به عضویت گروه نمایشی کرمانشاه درآمده و با هنرمندانی چون غلامرضا ناجی، ایرج شکرچیان، عباس بنی عامریان و نصرت‌الله سالاروندی غریزه هنری خود را پرورش می‌دهد. در سال ۱۳۵۱ به مناسبت روز جهانی تئاتر و بزرگداشت موریس بژار نمایشنامه سگی در خرمن جا نوشته نصرالله نویدی را بازی و کارگردانی می‌کند. همچنین در مرکز آموزش هنرهای دراماتیک در کنار هنرمندانی چون آتش تقی‌پور، حمید دهقانپور، اسماعیل سلطانیان و احمد آقالو فارغ‌التحصیل می‌شود. وی در سال ۱۳۵۲ از کرمانشاه به تهران آمده و در گروه نمایشی ابرویز در کنار بازیگر توانمندی چون پرویز فنی زاده بازیگری حرفه‌ای را تجربه می‌کند. در سال ۱۳۵۳ به دعوت صادق بهرامی به رادیو ارگ دعوت می‌شود و در چندین نمایش رادیویی صدا پیشگی می‌کند. در سال ۱۳۵۴ به عنوان کارشناس تئاتر در مرکز رفاه خانواده تحت نظارت سازمان بهزیستی همکاری خود را آغاز و به تعلیم و تربیت جوانان علاقه‌مند تئاتر می‌پردازد.
وی سپس با تشکیل گروهی متشکل از رضا گنجی، سعید کشن‌فلاح، فرید کشن‌فلاح، صالح جاوید فر، پرویز برید، امان رحیمی، اکبر سنگی و داریوش یاری موفق به اجرای چندین نمایشنامه از جمله؛ آدم خواران، رو حوضی سلطان حسین، لوطی و انترش و مفلسها می‌شود. در سال ۱۳۵۶ نمایشنامه پهلوان اکبر می‌میرد نوشته بهرام بیضایی را کارگردانی و به روی صحنه می‌برد. وی پس از انقلاب در سال ۱۳۶۲ در نمایشنامه ابوذر به کارگردانی حسین مختاری به مناسبت بازگشایی دانشگاه در تالار مولوی به روی صحنه رفته و فعالیت بازیگری خود را از سر می‌گیرد. در همین سال‌ها است که در فیلم سینمایی زندان دوله تو به کارگردانی رحیم رحیمی پور جلوی دوربین می‌رود

## تدریس و آموزش
اصغر محبی با تأسیس آموزشگاه سینمایی ایران در سال ۱۳۷۷ به تدریس بازیگری مشغول شد و پس از چند سال فعالیت آموزشی با تأسیس سه شعبه آموزش خود را توسعه می‌دهد و همزمان به عنوان مدرس بازیگری و کارگردانی با دانشگاه آزاد اسلامی، انجمن سینمای جوانان، امور پرورشی مربیان، آموزش و پرورش و جهاد دانشگاهی دانشگاه تهران همکاری می‌نماید. همچنین آموزش هنرجویان افغانستانی مقیم ایران در رشته‌های مختلف سینمایی را نیز در کارنامه خود دارد. بازیگرانی چون طناز طباطبایی، حدیثه تهرانی و فرشته حسینی بازیگر افغانی از دانش آموختگان وی هستند

## سوابق اجرایی
وی در سال ۱۳۹۰ با حکم محمدتقی شریفی‌قادری دبیر نخستین دوره جشنواره هنرجویان آموزشگاه‌های آزاد سینمایی به سمت مدیر امور اجرایی این جشنواره منصوب شد. و همچنین عضو انجمن بازیگران سینمای ایران است و هشت سال ریاست انجمن صنفی آموزشگاه‌های آزاد سینمایی کشور را به عهده داشت

## فیلم‌شناسی

### مجموعه تلویزیونی
| سال       | مجموعه         | کارگردان         | نقش                  |
| --------- | -------------- | ---------------- | -------------------- |
| ۱۳۹۶      | دلدادگان       | منوچهر هادی      | پدر مرضیه، حاج قلندر |
| ۱۳۹۴      | معمای شاه      | محمدرضا ورزی     |                      |
| ۱۳۹۰      | پاپوش          | منوچهر هادی      |                      |
| ۱۳۹۰      | سایه تنهایی    | بیژن شکرریز      |                      |
| ۱۳۸۹      | همپای یک پیاده | رضا ابوفاضلی     |                      |
| ۱۳۸۹      | زیر هشت        | سیروس مقدم       |                      |
| ۱۳۷۸      | مادر           | مسعود فروتن      |                      |
| ۱۳۷۴–۱۳۷۷ | بازی با مرگ    | حمید تمجیدی      |                      |
| ۱۳۷۴      | راهیان         | علی بیابانی      |                      |
| ۱۳۷۳      | هدف گمشده      | یوسف سیدمهدوی    |                      |
| ۱۳۷۱      | لبه تیغ        | جمال شورجه       |                      |
| ۱۳۶۵      | آژیر           | امیرهوشنگ دانایی |                      |
| ۱۳۶۴      | بوعلی سینا     | کیهان رهگذار     |                      |

### سینمایی
| سال  | نام فیلم                  | کارگردان             |
| ---- | ------------------------- | -------------------- |
| ۱۳۶۳ | زندان دوله تو             | رحیم رحیمی پور       |
| ۱۳۶۶ | سازمان ۴                  | حسن جوانبخش          |
| ۱۳۶۷ | روزنه                     | جمال شورجه           |
| ۱۳۶۹ | عروس حلبچه                | حسن کاربخش           |
| ۱۳۷۴ | ویرانگر                   | ابوالقاسم طالبی      |
| ۱۳۷۵ | بازی با مرگ               | حمید تمجیدی          |
| ۱۳۷۶ | خلبان (فیلم)              | جمال شورجه           |
| ۱۳۸۰ | بی تو تنهایم              | قدرت‌الله صلح میرزایی |
| ۱۳۸۲ | خداحافظ رفیق (اپیزود اول) | بهزاد بهزادپور       |
| ۱۳۷۴ | عبور از خط سرخ            | جمال شورجه           |

### تئاتر
- بازیگری در نمایشنامه مستأجر نوشته پرویز صیاد و به کارگردانی نوذر آزادی
- کارگردانی و بازیگری در نمایشنامه سگی در خرمن جا نوشته نصرت اله نویدی
- بازیگری و کارگردانی نمایشنامه استثناء و قاعده نوشته برتولت برشت
- بازیگری و کارگردانی نمایشنامه پهلوان اکبر می‌میرد بهرام بیضایی
- کارگردانی و بازیگری چوب‌به‌دست‌های ورزیل نوشته غلامحسین ساعدی
- نویسندگی، کارگردانی و بازیگری نمایش آدمخواران
- بازیگری در نمایشنامه طاق کسری به کارگردانی مجید جعفری
- بازیگری در نمایشنامه اباذر به نویسندگی و کارگردانی حسین مختاری
- بازیگری در نمایشنامه مات به نویسندگی و کارگردانی حسین عابد
- بازیگری در نمایشنامه قصه شب به نویسندگی و کارگردانی حسین جعفری
- کارگردانی، نویسندگی و بازیگری ایستگاه سوم
- بازیگری در نمایشنامه نصف شب است دیگر دکتر شوایزر به کارگردانی تاجبخش فناییان

### تله فیلم
- سرزمین عشق (کارگردان، نویسنده و بازیگر)
- ماسو (کارگردان و نویسنده)
- نقش برآب به کارگردانی داود اسدی
- فانوس به کارگردانی حسن محمدزاده
- سایه تنهایی به کارگردانی بیژن شکرریز
- دو روی سکه به کارگردانی احمد معظمی
- همپای پیاده به کارگردانی رضا ابوفاضلی

### نمایش رادیویی
- زمستان مرگبار به کارگردانی صادق بهرامی (بازیگر)
- مهمانی دو نفره به کارگردانی صادق بهرامی (بازیگر)
- هوای تازه به کارگردانی صدرالدین شجره (بازیگر)
- صدای عبرت به کارگردانی کاظم برغمدی سبزواری (بازیگر)
- صدای نابینا به کارگردانی حمید منوچهری (بازیگر)

### نویسنده (فیلمنامه)
- سرزمین عشق
- جدال در هور
- فصل زرد
- ماسو
- پشت دیوار بلند تنهایی
- بلور